# ランボー3/怒りのアフガン
『ランボー3/怒りのアフガン』（Rambo III）は、1988年にアメリカ合衆国で製作されたアクション映画作品。『ランボー』シリーズ第3作にあたる。
ジョン・ランボーがかつての上司であるサム・トラウトマン大佐をアフガニスタンまで救出に行くストーリー。
全101分の本編で108人の死を描くという過激な内容から、1990年度のギネスブックに「最も暴力的な映画」として認定された。

## あらすじ
ジョン・ランボーはこれまでの戦いで負った心の傷を癒すべく、タイ・バンコクの仏教寺院にいた。
そこへトラウトマン大佐が、アメリカ国務省から派遣されてきたグリッグスと共に現れる。トラウトマンはソ連軍による残虐行為が横行するアフガニスタンのジュルム地区へスティンガーミサイルと支援物資を供給するため、現地調査の任を帯びていた。彼らはその協力を求めて訪ねてきたが、ランボーは「俺の戦争は終った」と固辞する。
しかし、調査隊を率いて現地へ赴いたトラウトマンはソ連軍に捕らえられてしまう。ランボーはそれを知るや否やすぐさまアフガンに向かい、現地ゲリラ部隊と協力してソ連軍の要塞に潜入する。激しい戦闘の末、ランボーはトラウトマンを救出するが、ソ連軍のザイセン大佐は最強の師団を投入してランボー達の追撃を開始する。絶体絶命と思われたその時、ムジャーヒディーンの兵士が馬に乗ってランボーたちの加勢にやってくる。窮地から一転、ムジャーヒディーンと協力してランボーたちは攻勢に出るのであった。

## キャスト
| 役名                         | 俳優                       | 日本語吹替                               | 日本語吹替                                          |
| 役名                         | 俳優                       | 日本テレビ版                             | テレビ朝日版 （追加収録）                           |
| ---------------------------- | -------------------------- | ---------------------------------------- | --------------------------------------------------- |
| ジョン・ランボー             | シルヴェスター・スタローン | 玄田哲章                                 | 佐々木功                                            |
| サミュエル・トラウトマン大佐 | リチャード・クレンナ       | 小林昭二                                 | 内田稔 （御友公喜）                                 |
| グリッグス                   | カートウッド・スミス       | 池田勝                                   | 阪脩                                                |
| ザイセン大佐                 | マーク・ド・ジョング       | 内海賢二                                 | 麦人                                                |
| マソード                     | スピロス・フォーカス       | 富田耕生                                 | 大木民夫                                            |
| モーサ                       | サッソン・ガーベイ         | 青野武                                   | 千田光男                                            |
| ハミド                       | ドウデイ・ショウ           |                                          | 広田雅宣                                            |
| ラヒム                       | マームド・アサドラル       |                                          | 宝亀克寿                                            |
| カリド                       | ジョセフ・シアグ           |                                          | 小島敏彦                                            |
| ウーリ                       | シャビー・ベン・アロヤ     | 塚田正昭                                 | 中田和宏                                            |
| 格闘技の対戦相手             | ハロルド・ダイアモンド     |                                          | 天田益男                                            |
| 役不明又はその他             |                            | 千田光男 秋元羊介 藤本譲 牛山茂 飯泉征貴 | 伊井篤史 城山堅 辻つとむ 笹岡繁蔵 目黒光祐 湯屋敦子 |
| 日本語版制作スタッフ         |                            |                                          |                                                     |
| 演出                         |                            | 蕨南勝之                                 | 松川陸                                              |
| 翻訳                         | 戸田奈津子（字幕）         | 鈴木導                                   | 鈴木導                                              |
| 調整                         |                            | 近藤勝之                                 | 長井利親                                            |
| 効果                         |                            | 南部満治 大橋勝次                        | 南部満治                                            |
| 制作                         |                            | ニュージャパンフィルム                   | ニュージャパンフィルム                              |
| プロデューサー               |                            | 垂水保貴 奥田誠治                        |                                                     |
| 解説                         |                            | 水野晴郎                                 | 淀川長治                                            |
| 初回放送                     |                            | 1989年10月13日 『金曜ロードショー』      | 1994年1月2日 『日曜洋画劇場』                       |

- テレビ朝日版吹替がジェネオン盤以降のDVD・BDに収録された。DVD・BDおよびNETFLIXなどの動画配信サービスでは放送当時カットされたシーンは字幕で対応している。その後、欠落部分を追加録音した「吹替補完版」が、2019年4月20日にWOWOWプライムで放送された[3]。追録が必要になったキャラクターのうちランボー、モーサ役は当時の声優が再登板し、トラウトマン大佐役は代役が起用された（いずれも上記参照）。
- 2020年2月14日発売の 「ランボー3/怒りのアフガン 4Kレストア版 Blu-ray」「ランボー3／怒りのアフガン 4K Ultra HD Blu-ray （Ultra HD Blu-ray ＋Blu-ray 2枚組）」には2種類全ての日本語吹替が収録[4]。

## スタッフ
- 監督：ピーター・マクドナルド
- 製作：バズ・フェイシャンズ
- 製作総指揮：マリオ・カサール / アンドリュー・ヴァイナ
- 脚本：シルヴェスター・スタローン / シェルドン・レティック
- 原案：シルヴェスター・スタローン
- 原作：ディヴィッド・マレル - 下記はノベライズ版
『ランボー3 怒りのアフガン』沢川進訳、早川書房〈ハヤカワ文庫〉、1988年4月
- 撮影：ジョン・スタニアー
- 音楽：ジェリー・ゴールドスミス
- SFX：トーマス・フィッシャー

## 地上波放送履歴
| 回数   | テレビ局   | 番組名             | 放送日         | 吹替版       |
| ------ | ---------- | ------------------ | -------------- | ------------ |
| 初回   | 日本テレビ | 金曜ロードショー   | 1989年10月13日 | 日本テレビ版 |
| 2回目  | 日本テレビ | 金曜ロードショー   | 1991年4月12日  | 日本テレビ版 |
| 3回目  | テレビ朝日 | 日曜洋画劇場       | 1994年1月2日   | テレビ朝日版 |
| 4回目  | フジテレビ | ゴールデン洋画劇場 | 1994年12月3日  | 日本テレビ版 |
| 5回目  | テレビ朝日 | 日曜洋画劇場       | 1996年3月3日   | テレビ朝日版 |
| 6回目  | フジテレビ | ゴールデン洋画劇場 | 1997年6月21日  | 日本テレビ版 |
| 7回目  | フジテレビ | ゴールデン洋画劇場 | 2000年4月15日  | 日本テレビ版 |
| 8回目  | テレビ東京 | 午後のロードショー | 2004年12月1日  | テレビ朝日版 |
| 9回目  | テレビ東京 | 午後のロードショー | 2007年12月3日  | テレビ朝日版 |
| 10回目 | テレビ東京 | 午後のロードショー | 2012年8月23日  | テレビ朝日版 |
| 11回目 | テレビ東京 | 午後のロードショー | 2014年11月26日 | テレビ朝日版 |
| 12回目 | テレビ東京 | 午後のロードショー | 2017年4月14日  | テレビ朝日版 |
| 13回目 | テレビ東京 | 午後のロードショー | 2020年5月29日  | テレビ朝日版 |

## 製作
当初はスタローンがラッセル・マルケイを本作の監督に抜擢し、予定通りクランクインをしたが、ランボーが敵地に潜入する中盤のシーンの撮影中に、スタローンとの創作性での意見の衝突により途中降板をしたため、後任として前作にも第二班監督として参加していたマクドナルドに白羽の矢が立ち、監督を引き継いだ。

### ロケ地
ロケ地はイスラエルとタイ、そしてアリゾナ州。イスラエルでは14週間におよぶロケを行ったが、当局からの規制が厳しく、終盤の荒野における大規模な戦闘シーンはアリゾナで撮影された。
また、劇中のペシャワールやアフガニスタンの場面の大半はイスラエルで撮影されたが、ソ連軍の要塞は海に望む断崖の縁にセットを築いた関係で海が画面内に入らないように撮影された。このほか、ランボーがアフガニスタンで見る山々のシーンは紅海のほとり近郊で撮影され、遠方に見える雪山は合成された。
ランボーが居候していたタイの寺院は野外セットではなく、建築中の本物の寺院が使われた。

## 作品解説
前2作品の『ランボー』と『ランボー/怒りの脱出』が、「祖国のために命を懸けて戦った将兵たちに対して、その祖国の国民や政府はあまりにも冷淡すぎる」というベトナム帰還兵の悲哀をテーマにしたのに対し、主人公のジョン・ランボー（米国）とアフガン・ゲリラ（ムジャーヒディーン）が協力して、ソ連部隊と戦う内容になっている。
前作と同様、銃火器の種類は豊富であり、AK系統のライフルだけで10種類ほど登場する（AKS-47、AMD-65など）。さらに、随所に登場するDShK38重機関銃やSG-43重機関銃は車両同様イスラエル軍から貸し出された本物である。しかし、PK機関銃はプロップの数が足りなかったのかFN MAGで代用されている（そのため、終盤の戦闘シーンでランボーがワンシーンしか使用しない）。マクドナルド監督はリアリティを出すためテクニカルアドバイザーにマニアックな銃器を手配するよう頼むと、当時はあまり知られてなかったPM-63 RAKやエリコンFF 20 mm 機関砲などを借りてきたらしい。そのためかなりいい仕上がりになったとのこと。
映画のテーマであるソ連支配の打倒を正当化するものとして、ランボーを案内するアフガン人による「アフガニスタンは、昔、アレクサンダー大王が、次にチンギスハンが征服を試み、さらにイギリスがやって来て今はソ連だ。でもアフガン人は負けない」やソ連部隊の捕虜となったトラウトマンによる「愛国心をもったゲリラがいる国は征服できない。我々はそれをベトナムで体験した」という台詞、ラストのテロップに「この映画をすべてのアフガン戦士たちに捧げる」という文言が出る。
なお、アメリカでの公開10日前に和平協定にあたる「アフガニスタンに関係する事態の調停のための相互関係に関する協定」が締結されて、ソ連軍の撤退が始まり、後のソビエト連邦の崩壊につながっていくことになる。そして皮肉にも、ソ連軍撤退後はムジャーヒディーン同士の対立から内戦となり、タリバンの台頭を招くことになる。

### 演出
スタローンは、多くの危険なスタントを自らこなすなど、このランボーシリーズでかなり身体を張っている。
一例として、映画本編の中盤で、救出のためランボーが敵地に潜入するシーンで、爆発の衝撃で飛んで来た「木の枝」がランボーの右脇腹に突き刺さる。その後、治療のため自ら木の枝を抜き取り、薬莢の火薬を傷口に付け、炎を引火させる一連のシーンは、撮影中にスタローンが実際に負った傷であり、治療シーンもスタローンが自ら行っている。自ら傷口を治療するシーンは、1作目の『ランボー』にもある通りである。
イスラエル陸軍の全面協力を得て、中東戦争で実際にシリアやエジプトが使用してイスラエルに鹵獲されたT-54/55（正確には、イスラエル軍仕様に改修されたチラン戦車）、BRDM-2、BTR-60、ZSU-23-4といったソ連製兵器が使われ本物の戦場と見違えるほどの撮影現場となった。これ以外にもイスラエルがヨルダンから鹵獲したイギリス製のサラセン装甲車や、イスラエルが元々使用していたアメリカ製のM3ハーフトラックも登場している。また、終盤でランボーがソ連軍から強奪する戦車は、スタローンの「時速80kmで走れる戦車がいい」というリクエストに基づいて用意された改造戦車である。旧式の戦車に大型のエンジンを内蔵させたため、リクエスト通りの速力を確保できた。
この撮影時にスタローンの高所恐怖症が発覚し、後にマクドナルド監督は「『クリフハンガー』に出演したのには驚いた」と語っている。

## 評価・反応
アメリカでの累計興行収入は5371万5611ドルであり、前作の1億5041万5432ドルから1億ドル弱下回った。また、1989年にシルヴェスター・スタローンはゴールデンラズベリー賞最低主演男優賞に選考された。ゴールデンラズベリー賞財団の授賞式にはスタローンは出席していない。
ラストのテロップ「この映画をすべてのアフガン戦士たちに捧げる」の「アフガン戦士」が結果的にタリバンを指していたことも低評価につながった。
アフリカで少年兵の養成所で、強制的に徴用された少年達を好戦的にマインドコントロールするために本作品が利用された。
本作と同年に全米公開されたアーノルド・シュワルツェネッガー主演のコメディ映画『ツインズ』に、本作の劇場用ポスターが登場し、シュワルツェネッガー演じる主人公がポスターに写るスタローンをからかうワンシーンが描かれている。